# „Helló, világ!” programpéldák listája
Az alábbiakban példákat láthatunk a „Helló, világ!” programokra különböző programozási nyelveken. A megjelenített szöveg a legtöbb helyen ékezetek nélküli, ugyanis bizonyos nyelvek, környezetek és eszközök nem képesek az ékezetek megjelenítésére.

## Szöveges felhasználói felület
Szöveges felhasználói felületekben (TUI; más néven konzolban) használt nyelvek példái.

### ABAP
```
report
 
Z_HELLO_WORLD
.

write
 
'Hello, világ!'
.

```

### ABC
```
WRITE "Hello, vilag!"

```

### Ada
```
with
 
Ada.Text_Io
;
 
use
 
Ada.Text_Io
;

procedure
 
Hello
 
is

begin

   
Put_Line
 
(
"Helló, világ!"
);

end
 
Hello
;

```

### AmigaE
```
PROC main()
   WriteF('Hello, vilag!')
ENDPROC

```

### Ante
```
9♦8♥J♦A♦2♣3♥7♠J♦A♦7♦J♦J♦A♦3♦J♦5♥6♦4♥J♥A♥6♠6♠J♥A♦7♦J♦A♦9♠4♠J♦A♦3♦J♦A♦9♠2♠J♦A♦6♦J♦A♥3♦2♠J♥

```

### APL
```
'Hello, vilag!'

```

### ArnoldC
```
IT'S SHOWTIME
TALK TO THE HAND "Hello, vilag!"
YOU HAVE BEEN TERMINATED

```

### Assembly

#### Csak Accumulator architektúra
A csak Accumulator architektúrák: DEC PDP–8, PAL–III assembler
A példa a Digital PDP–8 Handbook Series, Introduction to Programming könyvből származik.
```
*200
                
/
 
ö
sszeállítás-származás
 
megadása
 
(
betöltési
 
cím
)

hello
,
  
cla
 
cll

        
tls
         
/
 
tls
 
a
 
nyomtatójelölő
 
megadásához.

        
tad
 
charac
  
/
 
indexregiszter
 
beállítása

        
dca
 
ir1
     
/
 
a
 
karakterek
 
megszerzéséhez.

        
tad
 
m6
      
/
 
számláló
 
beállítása

        
dca
 
count
   
/
 
a
 
karakterek
 
kiírásához.

next
,
   
tad
 
i
 
ir1
   
/
 
karakter
 
megszerzése.

        
jms
 
type
    
/
 
kiírása.

        
isz
 
count
   
/
 
elkészült
?

        
jmp
 
next
    
/
 
nem
:
 
ú
jabb
 
begépelése.

        
hlt

type
,
   
0
           
/
 
type
 
szubrutin

        
tsf

        
jmp
 
.-1

        
tls

        
cla

        
jmp
 
i
 
type

charac
,
 
.
           
/
 
az
 
ir1
 
kezdetleges
 
é
rtéke

        
310
 
/
 
H

        
305
 
/
 
E

        
314
 
/
 
L

        
314
 
/
 
L

        
317
 
/
 
O

        
254
 
/
 
,

        
240
 
/

        
326
 
/
 
V

        
311
 
/
 
I

        
314
 
/
 
L

        
300
 
/
 
A

        
307
 
/
 
G

        
241
 
/
 
!

m6
,
     
-15

count
,
  
0

ir1
 
=
 
10

$

```

#### Első sikeres µP/OS-kombinációk
Intel 8080/Zilog Z80, CP/M, RMAC assembler
```
bdos
    
equ
    
0005
H
    
; BDOS belépési pont

start:
  
mvi
    
c
,
9
      
; BDOS függvény: karakterlánc kivitele

        
lxi
    
d
,
msg$
   
; msg címe

        
call
   
bdos

        
ret
             
; visszatérés a CCP-hez

msg$:
   
db
    
'
Hello
,
 
vilag
!
$
'

end
     
start

```

#### Accumulator + indexregisztergép
MOS Technology 6502, CBM KERNAL, ca65 assembler
```
HELLO:
  
LDX
    
#
0

        
LDA
    
MSG
,
X
    
; kezdőkarakter betöltése

@LP:
    
JSR
    
$FFD2
    
; chrout

        
INX

        
LDA
    
MSG
,
X

        
BNE
    
@LP

        
RTS

MSG:
   
.ASCIIZ
 
"Hello, vilag!"

```

#### Accumulator/Index mikrokódolt gép
Data General Nova, RDOS
```
        
; "Helló, világ!" program RDOS-t futtató Novára; az eredetit írta: Toby Thain

        
; PCHAR rendszerhívást használ

        
.titl
 
hello

        
.nrel

        
.ent
 
start

start:

dochar:

        
lda
 
0
,
@
pmsg
 
; ac0 betöltése következő karakterrel,

        
mov
# 0,0,snr    ; ac0 tesztelése; kihagyás ha nem nulla (ne töltse be az eredményt)

        
jmp
 
done

        
.systm

        
.pchar
          
; első kiírása

        
jmp
 
er
          
; kihagyva, ha jó

        
movs
 
0
,
0
        
; bájtcsere

        
.systm

        
.pchar
          
; második kiírása

        
jmp
 
er
          
; kihagyva, ha jó

        
isz
 
pmsg
        
; mutatás a következő szóra

        
jmp
 
dochar
      
; újrakezdés

done:
   
.systm
          
; normál kilépés

        
.rtn

er:
     
.systm
          
; hibás kilépés

        
.ertn

        
halt

pmsg:
   
.+1
             
; mutató a karakterlánc első szavához

                        
; a megjegyzésbájtok alapértelmezés szerint jobbról balra vannak csomagolva

        
.txt
 
/
Hello
,
 
vilag
!
<
15
><
12
>/
 
; CR LF

        
0
               
; szó megjelölése a karakterlánc befejezéséhez

        
.end
 
start

```

#### Bővített accumulator gép
Intel x86, MS-DOS, TASM
```
MODEL
   
SMALL

IDEAL

STACK
   
100
H

DATASEG

        
MSG
 
DB
 
'
Hello
,
 
vilag
!
$
'

CODESEG

        
MOV
 
AX
,
 
@
data

        
MOV
 
DS
,
 
AX

        
MOV
 
DX
,
 
OFFSET
 
MSG

        
MOV
 
AH
,
 
09
H
     
; DOS: ASCII$ karakterlánc kivitele

        
INT
 
21
H

        
MOV
 
AX
,
 
4
C00H
   
; DOS: Kilépés a programból

        
INT
 
21
H

END

```

#### Általános célú fiktív számítógép
MIX, MIXAL
```
TERM
    
EQU
     
19
          
konzoleszköz
 
száma
 
(
19
 
=
 
í
rógép
)

        
ORIG
    
1000
        
címkezdet

START
   
OUT
     
MSG
(
TERM
)
   
adat
 
kivitele
 
a
 
cél-MSG-nél

        
HLT
                 
megszakítás
 
végrehajtása

MSG
     
ALF
     
"
HELLO
"

        
ALF
     
"
,
 
VIL
"

        
ALF
     
"
AG
!
     
"

        
END
     
START
       
program
 
vége

```

#### Általános célú CISC regiszter
DEC PDP–11, RT-11, MACRO-11
```
.MCALL
  
.REGDEF
,.
TTYOUT
,.
EXIT

        
.REGDEF

HELLO:
  
MOV
 
#MSG,R1

        
MOVB
    
(
R1
),
R0

LOOP:
   
.TTYOUT

        
MOVB
    
+
(
R1
),
R0

        
BNE
 
LOOP

        
.EXIT

MSG:
    
.ASCIZ
  
/
HELLO
,
 
VILAG
!
/

        
.END
    
HELLO

```

#### CISC irányított többfolyamatos operációs rendszeren
DEC VAX, VMS, MACRO-32
```
        
.title
      
hello

        
.psect
      
data
,
 
wrt
,
 
noexe

chan:
   
.blkw
       
1

iosb:
   
.blkq
       
1

term:
   
.ascid
      
"SYS$OUTPUT"

msg:
    
.ascii
      
"Hello, vilag!"

len
 
=
   
.
 
–
 
msg

        
.psect
      
code
,
 
nowrt
,
 
exe

        
.entry
      
hello
,
 
^
m
<>

        
; Csatorna létesítése terminálos I/O-hoz

        
$assign_s
 
devnam
=
term
,
 
-

                    
chan
=
chan

        
blbc
        
r0
,
 
end

        
; I/O-kérelem sorba állítása

        
$qiow_s
     
chan
=
chan
,
 
-

                    
func
=
#io$_writevblk, -

                    
iosb
=
iosb
,
 
-

                    
p1
=
msg
,
 
-

                    
p2
=
#len

        
; Állapot és IOSB-állapot ellenőrzése

        
blbc
        
r0
,
 
end

        
movzwl
      
iosb
,
 
r0

        
; Visszatérés az operációs rendszerhez

end:
    
ret

        
.end
        
hello

```

#### RISC processzor
ARM, RISC OS, a BBC BASIC interpretere
```
.program

         
ADR
 
R0
,
message

         
SWI
 
"
OS_Write0
"

         
SWI
 
"
OS_Exit
"

.message

         
DCS
 
"
Hello
,
 
vilag
!
"

         
DCB
 
0

         
ALIGN

```

Vagy még kisebb változat (qUE-től):
```
SWI"OS_WriteS":EQUS"Hello, vilag!":EQUB0:ALIGN:MOVPC,R14

```

### Awk
```
BEGIN
 
{
print
 
"Hello, vilag!"
;
 
exit
}

```

### Bash
```
echo
 
'Hello, vilag!'

```

### BASIC

#### CASIO-BASIC
Casio grafikus számológépeken:
```
"HELLO, VILAG!"

```

#### MS BASIC(hagyományos, strukturálatlan)
```
10
 
PRINT
 
"Hello, vilag!"

20
 
END

```

#### TI-BASIC
TI–80–TI–83 számológépeken:
```
:
Disp
 
"Hello, vilag!"

```

TI–89; TI–92 számológépeken:
```
:
HelloVilag
()

:
Prgm

:
Disp
 
"Hello, vilag!"

:
EndPrgm

```

#### StarOffice/OpenOffice Basic
```
sub
 
main

    
print
 
"Hello, vilag!"

end
 
sub

```

#### Strukturált BASIC
```
print
 
"Hello, vilag!"

end

```

### BCPL
```
GET
 
"LIBHDR"

LET
 
START
 
()
 
BE

$
(

    
WRITES
 
(
"Hello, vilag!*N"
)

$
)

```

### Befunge
```
"!galiv ,olleH"
>
:
#
,
_@

```

### BLISS
```
%
TITLE
 
'HELLO_VILAG'

MODULE
 
HELLO_VILAG
 
(
IDENT
=
'V1.0', MAIN=HELLO_VILAG,

        
ADDRESSING_MODE
 
(
EXTERNAL
=
GENERAL
))
 
=

BEGIN

    
LIBRARY
 
'SYS$LIBRARY:STARLET';

    
EXTERNAL
 
ROUTINE

        
LIB$PUT_OUTPUT
;

GLOBAL
 
ROUTINE
 
HELLO_VILAG
 
=

BEGIN

    
LIB$PUT_OUTPUT
(
%
ASCID
 
%
STRING
(
'Hello, vilag!'))

END
;

END

ELUDOM

```

### Brainfuck
```
-
 
[
-----
 
--
 
>
 
+
 
<
]
 
>
 
-
 
.
 'H'

-
 
[
-
 
>
 
+++++
 
<
]
 
>
 
++
 
.
   'e'

+++++
 
++
 
.
               'l'

.
                        'l'

+++
 
.
                    'o'

[
-
 
>
 
+++++
 
<
]
 
>
 
+
 
.
      'vesszo'

-----
 
-----
 
--
 
.
         ' '

--
 
[
-
 
>
 
++++
 
<
]
 
>
 
--
 
.
   'v'

[
-----
 
-
 
>
 
+
 
<
]
 
>
 
.
      'i'

+++
 
.
                    'l'

-----
 
-----
 
-
 
.
          'a'

+++++
 
+
 
.
                'g'

-
 
[
---
 
>
 
+
 
<
]
 
>
 
-
 
.
      '!'

[
---
 
>
 
+
 
<
]
 
>
 
-
 
.
        '\n'

```

Egy sorban:
```
-
[
-------
>
+
<
]
>
-
.
-
[
-
>
+++++
<
]
>
++
.
+++++++
..
+++
.
[
-
>
+++++
<
]
>
+
.
------------
.
--
[
-
>
++++
<
]
>
--
.
[
------
>
+
<
]
>
.
+++
.
-----------
.
++++++
.
-
[
---
>
+
<
]
>
-
.
[
---
>
+
<
]
>
-
.

```

### C
```
#include
 
<stdio.h>

int
 
main
(
void
)

{

    
printf
(
"Hello, vilag!
\n
"
);

    
return
 
0
;

}

```

### C++
```
#include
 
<iostream>

int
 
main
()

{

    
std
::
cout
 
<<
 
"Helló, világ!
\n
"
;

}

```

### Calprola
```
#BTN A1
#PRI "Hello, vilag!"
#END

```

### CIL
```
.method public static void Main() cil managed
{
     .entrypoint
     .maxstack 8
     ldstr "Hello, vilag!"
     call void [mscorlib]System.Console::WriteLine(string)
     ret
}

```

### Clean
```
module
 
hello

Start
 
::
 
String

Start
 
=
 
"Hello, vilag!"

```

### CLIST
```
PROC 0
WRITE Hello, vilag!

```

### COBOL
```
IDENTI
FICATION
 
DIVISION
.

PROGRA
M-ID
.
     
HELLO-VILAG
.

ENVIRO
NMENT
 
DIVISION
.

DATA D
IVISION
.

PROCED
URE
 
DIVISION
.

DISPLA
Y
 
"Hello, vilag!"
.

STOP R
UN
.

```

### Common Lisp
```
(
format
 
t
 
"Hello, vilag!~%"
)

```

### C# Console
```
using
 
System
;

class
 
Hello

{

    
static
 
void
 
Main
()

    
{

        
Console
.
WriteLine
(
"Helló, világ!"
);

    
}

}

```

### D
```
import
 
std
.
stdio
;

void
 
main
()
 
{

    
writefln
(
"Helló, világ!"
);

}

```

### D (DTrace)
```
#pragma D option quiet

BEGIN
{
    printf("Hello, vilag!\n");
    exit(0);
}

```

### DCLparancsfájl
```
$
 
write
 
sys$output
 
"Hello, vilag!"

```

### edésex(ed extended)
```
a
Helló, világ!
.
p

```

Vagy:
```
echo
 
-e
 
'a\nHelló, világ!\n.\np'
 
|
 
ed

echo
 
-e
 
'a\nHelló, világ!\n.\np'
 
|
 
ex

```

### Eiffel
```
class
 
HELLO_VILAG

creation

    
make

feature

    
make
 
is

    
local

            
io
:
BASIC_IO

    
do

            
!!
io

            
io
.
put_string
(
"%N Hello, vilag!"
)

    
end
-
make

end
-
class
 
HELLO_VILAG

```

### Erlang
```
-
module
(
hello
).

-
export
([
hello_vilag
/
0
]).

hello_vilag
()
 
->
 
io
:
fwrite
(
"Hello, vilag!
\n
"
).

```

### Euphoria
```
puts(1, "Hello, vilag!")

```

### F#
```
printfn
 
"Hello, vilag!"

```

### Focus
```
-TYPE Hello vilag

```

### Forte TOOL
```
begin TOOL HelloVilag;

includes Framework;
HAS PROPERTY IsLibrary = FALSE;

forward  Hello;

-- START CLASS DEFINITIONS

class Hello inherits from Framework.Object

has public  method Init;

has property
    shared=(allow=off, override=on);
    transactional=(allow=off, override=on);
    monitored=(allow=off, override=on);
    distributed=(allow=off, override=on);

end class;
-- END CLASS DEFINITIONS

-- START METHOD DEFINITIONS

------------------------------------------------------------
method Hello.Init
begin
super.Init();

task.Part.LogMgr.PutLine('HelloVilag!');
end method;
-- END METHOD DEFINITIONS
HAS PROPERTY
    CompatibilityLevel = 0;
    ProjectType = APPLICATION;
    Restricted = FALSE;
    MultiThreaded = TRUE;
    Internal = FALSE;
    LibraryName = 'hellovil';
    StartingMethod = (class = Hello, method = Init);

end HelloVilag;

```

### Forth
```
."
 
Hello, vilag!
"
 
CR

```

### Fortran
```
   
PROGRAM 
HELLO

   
WRITE
(
*
,
10
)

10
 
FORMAT
(
'Hello, vilag!'
)

   
STOP

   END

```

### FoxPro/dBase/Clipper
```
? 
'Hello, vilag!'

```

### Frink
```
println["Hello, vilag!"]

```

### Gambas
Lásd még a GUI részt.
```
PUBLIC
 
SUB
 
Main
()

  
Print
 
"Hello, vilag!"

END

```

### Game Maker
Bizonyos objektumok draw eseményében:
```
draw_text(x, y, "Hello, vilag!");

```

### Go
```
package
 
main

import
 
"fmt"

func
 
main
()
 
{

    
fmt
.
Println
(
"Helló, világ!"
)

}

```

### Haskell
```
module
 
HelloVilag
 
(
main
)
 
where

main
 
=
 
putStr
 
"Hello, vilag!
\n
"

```

### Heron
```
program HelloVilag;
functions {
  _main() {
    String("Hello, vilag!") |> GetStdOut();
  }
}
end

```

### HP–41ésHP–42S
(Kézi Hewlett-Packard RPN-alapú alfanumerikus mérnöki számológépek.)
```
01 LBL<sup>T</sup>HELLO
02 <sup>T</sup>HELLO, VILAG
03 PROMPT

```

### Iptscrae
```
ON ENTER {
    "Hello " "vilag!" & SAY
}

```

### Io
```
"Hello, vilag!"
 
print

```

Vagy:
```
write
(
"Hello, vilag!\n"
)

```

### Java
Lásd még a  GUI részt.
```
public
 
class
 
Hello
 
{

    
public
 
static
 
void
 
main
(
String
[]
 
args
)
 
{

        
System
.
out
.
println
(
"Helló, világ!"
);

    
}

}

```

#### JVM
(Disassembler kivitele: javap -c Hello.class)
```
public
 
class
 
Hello
 
extends
 
java
.
lang
.
Object
 
{

    
public
 
Hello
();

    
public
 
static
 
void
 
main
(
java
.
lang
.
String
[]
);

}

Method
 
Hello
()

   
0
 
aload_0

   
1
 
invokespecial
 
#
1
 
<
Method
 
java
.
lang
.
Object
()
>

   
4
 
return

Method
 
void
 
main
(
java
.
lang
.
String
[]
)

   
0
 
getstatic
 
#
2
 
<
Field
 
java
.
io
.
PrintStream
 
out
>

   
3
 
ldc
 
#
3
 
<
String
 
"Helló, világ!"
>

   
5
 
invokevirtual
 
#
4
 
<
Method
 
void
 
println
(
java
.
lang
.
String
)
>

   
8
 
return

```

### Kogut
```
WriteLine "Hello, vilag!"

```

### Logo
A különféle Logo implementációk általában támogatják az alábbi utasításokat:
```
print [Hello, vilag!]
pr [Hello, vilag!]

```

#### MSWLogo
```
messagebox [Hi] [Hello, vilag!]

```

#### Comenius Logo
```
kiír [Helló, világ!]

```

### LOLCODE
```
HAI 1.2
  CAN HAS STDIO?
  VISIBLE "HELLO, VILAG!!!4!"
KTHXBYE

```

### Lua
```
print
 
"Hello, vilag!"

```

vagy
```
print
 
(
"Hello, vilag!"
)

```

### M (MUMPS)
```
W "Hello, vilag!"

```

vagy
```
WRITE "Hello, vilag!"

```

### Malbolge
```
D'`_^]\JI;X9EUUSuu2rrML-&mH#GF&gU#@.bPv;)(rwpunm
3kSinmlkdib(IHdc\"!Y^]\[ZYXQu8NSLpJINGFjJI+*F?cC
B$@98=<;4Xy76543,Pq).'&%$Hih~}${Ayx}vut:xwvXnm3~

```

### Mathematica
```
Print
[
"Hello, vilag"
]

```

### MATLAB
```
disp
(
'Hello, vilag!'
);

```

### Modula-2
```
MODULE
 
Hello
;

FROM
 
Terminal2
 
IMPORT
 
WriteLn
;
 
WriteString
;

BEGIN

   
WriteString
(
"Hello, vilag!"
);

   
WriteLn
;

END
 
Hello
;

```

### MS-DOSparancsfájl
A szabványos command.com parancsértelmezővel. A @ jel opcionális, és megakadályozza a rendszert, hogy a parancs végrehajtása előtt magát a parancsot is kiírja. A @ jelet el kell hagyni az 5.0-snál korábbi MS-DOS-verziók esetén.
```
@
echo
 Helló, világ!

```

### MUF
```
: main
  me @ "Hello, vilag!" notify
;

```

### Objective-C
```
#import <Foundation/Foundation.h>

int
 
main
 
(
int
 
argc
,
 
const
 
char
 
*
 
argv
[])
 
{

    
NSAutoreleasePool
 
*
 
pool
 
=
 
[[
NSAutoreleasePool
 
alloc
]
 
init
];

 

    
NSLog
(
@"Hello, vilag!"
);

    
[
pool
 
release
];

    
return
 
0
;

}

```

### OCaml
```
print_endline
 
"Hello, vilag!"
;;

```

### OPL
Lásd még a GUI részt.
```
PROC hello:
  PRINT "Hello, vilag"
ENDP

```

### OPS5
Lásd még:  Lisp-nyelvjárások.
```
(
object-class
 
request

         
^action
)

(
startup

   
(
strategy
 
MEA
)

   
(
make
 
request
 
^action
 
hello
)

)

(
rule
 
hello

   
(
request
 
^action
 
hello
)

   
-->

     
(
write
 
|Hello, vilag!|
 
(
crlf
))

)

```

### Pascal
```
program
 
Hello
;

begin

  
WriteLn
(
'Helló, világ!'
)
;

end
.

```

### Perl
```
print
 
"Hello, vilag!\n"
;

```

### PHP
```
<?php

echo
 
"Helló, világ!"
;

?>

```

vagy
```
<?php

print
(
'Helló, világ!'
);

?>

```

vagy (ha be van állítva a short_open_tag = On, ami alapértelmezetként ki van kapcsolva)
```
<?
=
'Helló, világ!'
?>

```

### Pike
```
int
 
main
()
 
{

  
write
(
"Hello, vilag!
\n
"
);

  
return
 
0
;

}

```

### PL/I
```
Test: procedure options(main);
   declare My_String char(20) varying initialize('Hello, vilag!');
   put skip list(My_String);
end Test;

```

### POP-11
```
'Hello, vilag!' =>

```

### PostScript
```
%!

/Courier
 
findfont

12
 
scalefont
 
setfont

newpath

100
 
100
 
moveto

(Hello, vilag!)
 
show

showpage

```

### POV-Ray
```
#include
 
"colors.inc"

camera
 
{

  
location
 
<
3
,
 
1
,
 
-10
>

  
look_at
 
<
3
,
0
,
0
>

}

light_source
 
{
 
<
500
,
500
,
-1000
>
 
White
 
}

text
 
{

  
ttf
 
"timrom.ttf"
 
"Hello, vilag!"
 
1
,
 
0

  
pigment
 
{
 
White
 
}

}

```

### PowerShell
```
Write-Host
 
'Helló, világ!'

```

### Prolog
```
write
(
'Hello, vilag!'
),
nl
.

```

### Python
```
print
 
"Hello, vilag!"

```

Python 3.0-tól a print nem utasítás, hanem függvény, tehát:
```
print
(
"Hello, vilag!"
)

```

### R
```
cat
(
"Hello, vilag!\n"
)

```

### REXX,NetRexxésObject REXX
```
say
 
"Hello, vilag!"

```

### RPL
Lásd még a GUI részt.
A Hewlett-Packard HP–28, HP–48 és HP–49 sorozatú gráfszámológépeken.
```
<<
  CLLCD
  "Hello, vilag!" 1 DISP
  0 WAIT
  DROP
>>

```

### Ruby
```
puts
 
"Helló, világ!"

```

### Rust
```
fn
 
main
()
 
{

    
println!
(
"Helló, világ!"
);

}

```

### SAS
```
data 
_null_
;

put 
'Hello, vilag!'
;

run;

```

### Sather
```
class HELLO_VILAG is
  main is
   #OUT+"Hello, vilag\n";
  end;
end;

```

### Scala
```
object
 
HelloVilag
 
with
 
Application
 
{

  
Console
.
println
(
"Hello, vilag!"
);

}

```

### Scheme
```
(
display
 
"Helló, világ!"
)

(
newline
)

```

### sed
Megjegyzés: Legalább egysornyi bevitelre szüksége van.
```
sed
 
-ne
 
'1s/.*/Hello, vilag!/p'

```

### Seed7
```
$ include "seed7_05.s7i";

const proc: main is func
  begin
    writeln("Hello, vilag!");
  end func;

```

### Self
```
'Hello, vilag!!' print.

```

### Smalltalk
```
Transcript
 
show:
 
'Hello, vilag!'

```

### SML
```
print
 
"Hello, vilag!
\n
"
;

```

### SNOBOL
```
    
OUTPUT
 
=
 
"Hello, vilag!"

END

```

### SQL

#### Szabványos SQL
```
CREATE
 
TABLE
 
Message
 
(
text
 
char
(
15
));

INSERT
 
INTO
 
Message
 
(
text
)
 
values
 
(
'Helló, világ!'
);

SELECT
 
text
 
FROM
 
Message
;

DROP
 
TABLE
 
Message
;

```

#### Oracle-dialektus
```
SELECT
 
'Helló, világ!'
 
FROM
 
dual
;

```

#### MySQL-dialektus
```
SELECT
 
'Helló, világ!'
;

```

Vagy még egyszerűbben:
```
PRINT
 
'Helló, világ!'

```

#### KB-SQL-dialektus
```
SELECT
 
Null
 
from
 
data_dictionary
.
sql_query

FOOTER
 
-- vagy HEADER vagy DETAIL vagy FINAL esemény

WRITE
 
"Helló, világ!"

```

#### Transact-SQL
```
Declare
 
@
Output
 
varchar
(
16
)

Set
 
@
Output
=
'Helló, világ!'

Select
 
@
Output

```

Vagy egyszerűbb variációk:
```
SELECT
 
'Helló, világ!'

```

```
PRINT
 
'Helló, világ!'

```

### STARLET
```
RACINE: HELLO_VILAG.

NOTIONS:
HELLO_VILAG : ecrire("Hello, vilag!").

```

### TACL
```
#OUTPUT Hello vilag!

```

### Tcl
```
puts
 
"Hello, vilag!"

```

### Turing
```
 put "Hello, vilag!"

```

### Unlambda
```
`r`````````````.H.e.l.l.o.,. .v.i.l.a.g.!i

```

### Whitespace
Jelmagyarázat:
- S: szóköz (Space)
- T: tabulátor (Tab)
- L: soremelés (Line feed)

A betűk megelőzik a jelzett karaktert, és a nyelv sajátosságainak megfelelően elhagyhatók. (A kód másolása esetén legyünk figyelemmel arra, hogy a #10-es ASCII-kódú soremelés karakter vágólapra helyezésnél böngészőtől és operációs rendszertől függően könnyedén átalakulhat CR-ré (#13), a kód pedig úgy működésképtelenné válik.)
```
S
 
S
 
S
 
T
	
S
 
S
 
T
	
S
 
S
 
S
 
L

T
	
L

S
 
S
 
S
 
S
 
S
 
T
	
T
	
S
 
S
 
T
	
S
 
T
	
L

T
	
L

S
 
S
 
S
 
S
 
S
 
T
	
T
	
S
 
T
	
T
	
S
 
S
 
L

T
	
L

S
 
S
 
S
 
S
 
S
 
T
	
T
	
S
 
T
	
T
	
S
 
S
 
L

T
	
L

S
 
S
 
S
 
S
 
S
 
T
	
T
	
S
 
T
	
T
	
T
	
T
	
L

T
	
L

S
 
S
 
S
 
S
 
S
 
T
	
S
 
T
	
T
	
S
 
S
 
L

T
	
L

S
 
S
 
S
 
S
 
S
 
T
	
S
 
S
 
S
 
S
 
S
 
L

T
	
L

S
 
S
 
S
 
S
 
S
 
T
	
S
 
T
	
S
 
T
	
T
	
S
 
L

T
	
L

S
 
S
 
S
 
S
 
S
 
T
	
T
	
S
 
T
	
S
 
S
 
T
	
L

T
	
L

S
 
S
 
S
 
S
 
S
 
T
	
T
	
S
 
T
	
T
	
S
 
S
 
L

T
	
L

S
 
S
 
S
 
S
 
S
 
T
	
T
	
S
 
S
 
S
 
S
 
T
	
L

T
	
L

S
 
S
 
S
 
S
 
S
 
T
	
T
	
S
 
S
 
T
	
T
	
T
	
L

T
	
L

S
 
S
 
S
 
S
 
S
 
T
	
S
 
S
 
S
 
S
 
T
	
L

T
	
L

S
 
S
 
L

L

L

```

### Zig
```
const
 
std
 
=
 
@import
(
"std"
);

pub
 
fn
 
main
()
 
!
void
 
{

    
const
 
stdout
 
=
 
std
.
io
.
getStdOut
().
writer
();

    
try
 
stdout
.
print
(
"Hello, {s}!
\n
"
,
 
.{
"world"
});

}

```

## Grafikus felhasználói felületek (GUI)

### ActionScript(Adobe Flash CS6)
```
trace
(
"Helló, világ!"
)

```

### AppleScript
```
display dialog
 
"Helló, világ!"

```

### CocoavagyGNUstep(Objective C-ben)
```
#import <Cocoa/Cocoa.h>

@interface
 
hello
 : 
NSObject
 
{

}

@end

@implementation
 
hello

-(
void
)
awakeFromNib

{

    
NSBeep
();
 
// Nem szükséges, de szokás hangjelzést adni figyelmeztetés megjelenítésekor

    
NSRunAlertPanel
(
@"Üzenet a számítógéptől"
,
 
@"Helló, világ!"
,
 
@"Hello!"
,
 
nil
,
 
nil
);

}

@end

```

### Delphi, Lazarus
```
program
 
HelloWorld
;

uses

  
Dialogs
;

begin

  
ShowMessage
(
'Hello, vilag!'
)
;

end
;

```

### Gambas
Lásd még a TUI részt.
```
PUBLIC
 
SUB
 
Main
()

  
Message
.
Info
(
"Hello, vilag!"
)

END

```

### GTK

#### GTK (C++-ban)
```
#include
 
<iostream>

#include
 
<gtkmm/main.h>

#include
 
<gtkmm/button.h>

#include
 
<gtkmm/window.h>

using
 
namespace
 
std
;

class
 
HelloVilag
 
:
 
public
 
Gtk
::
Window
 
{

public
:

  
HelloVilag
();

  
virtual
 
~
HelloVilag
();

protected
:

  
Gtk
::
Button
 
m_button
;

  
virtual
 
void
 
on_button_clicked
();

};

HelloVilag
::
HelloVilag
()

:
 
m_button
(
"Hello, vilag!"
)
 
{

    
set_border_width
(
10
);

    
m_button
.
signal_clicked
().
connect
(
SigC
::
slot
(
*
this
,

                                      
&
HelloVilag
::
on_button_clicked
));

    
add
(
m_button
);

    
m_button
.
show
();

}

HelloVilag
::~
HelloVilag
()
 
{}

void
 
HelloVilag
::
on_button_clicked
()
 
{

    
cout
 
<<
 
"Helló, világ!"
 
<<
 
endl
;

}

int
 
main
(
int
 
argc
,
 
char
 
*
argv
[])
 
{

    
Gtk
::
Main
 
kit
(
argc
,
 
argv
);

    
HelloVilag
 
hellovilag
;

    
Gtk
::
Main
::
run
(
hellovilag
);

    
return
 
0
;

}

```

#### GTK# (C#-ban)
```
using
 
Gtk
;

using
 
GtkSharp
;

using
 
System
;

class
 
Hello

{

    
static
 
void
 
Main
()

    
{

        
Application
.
Init
();

        
Window
 
window
 
=
 
new
 
Window
(
"Helló, világ!"
);

        
window
.
Show
();

        
Application
.
Run
();

    
}

}

```

#### GTK 2.x(Euphoriában)
```
include gtk2/wrapper.e

Info(NULL,"Hello","Hello, vilag!")

```

### Java

#### Java Swing
Lásd még a TUI részt.
```
import
 
javax.swing.JOptionPane
;

public
 
class
 
Hello
 
{

    
public
 
static
 
void
 
main
(
String
[]
 
args
)
 
{

        
JOptionPane
.
showMessageDialog
(
null
,
 
"Helló, világ!"
);

        
System
.
exit
(
0
);

    
}

}

```

#### Java-applet
A Java-kisalkalmazások HTML-fájlokkal működnek együtt.
```
<
html
>

  
<
head
>

    
<
title
>
Helló, világ!
</
title
>

  
</
head
>

  
<
body
>

    A HelloVilag program üzeni:
    
<
applet
 
code
=
"HelloVilag.class"
 
width
=
"600"
 
height
=
"100"
>

    
</
applet
>

  
</
body
>

</
html
>

```

```
import
 
java.applet.*
;

import
 
java.awt.*
;

public
 
class
 
HelloVilag
 
extends
 
Applet
 
{

    
public
 
void
 
paint
(
Graphics
 
g
)
 
{

        
g
.
drawString
(
"Helló, világ!"
,
 
100
,
 
50
);

    
}

}

```

### JavaScript
A JavaScript egy kliensoldali parancsleírónyelv, melyet HTML-fájlokban használnak. Az alábbi kódot bármely HTML fájlban elhelyezhetjük.
```
<
script
 
type
=
"text/javascript"
>

function
 
helloVilag
()
 
{

    
alert
(
"Helló, világ!"
);

}

</
script
>

```

```
<
a
 
href
=
"#"
 
onclick
=
"helloVilag()"
>
Helló, világ! példa
</
a
>

```

Egy egyszerűbb módszer implicit módon használja a JavaScriptet, a lefoglalt alert függvényt hívva meg. Az alábbi sort a <body> ... </body> HTML-címkék közé kell helyezni.
```
<
a
 
href
=
"#"
 
onclick
=
"alert('Helló, világ!')"
>
Helló, világ! példa
</
a
>

```

Egy, még ennél is egyszerűbb módszer a népszerű böngészők virtuális „javascript” protokolljának használata, mellyel JavaScript-kódot lehet végrehajtani. Az alábbit internetcímként kell megadni:
```
javascript
:
alert
(
'Helló, világ!'
)

```

#### Messenger Plus Live Script(JavaScript alapon, bejelentkezéskor)
```
function
 
OnEvent_Initialize
(
MessengerStart
)
 
{

}

function
 
OnEvent_Uninitialize
(
MessengerExit
)
 
{

}

function
 
OnEvent_Signin
 
(
Email
)
 
{

    
if
 
(
Email
 
==
 
Messenger
.
MyEmail
)
 
{

        
Debug
.
Trace
(
"Helló, világ!"
);

        
MsgPlus
.
DisplayToast
(
"Helló, világ!"
,
 
"Helló, világ!"
);

    
}

}

```

### OPL
Lásd még a TUI részt.
(Az OPL nyelvet támogató EPOC és Symbian operációs rendszert futtató gépeken.)
```
PROC guihello:
  ALERT("Hello, vilag!","","Kilépés")
ENDP

```

### Qteszközkészlet (C++-ban)
```
#include
 
<QApplication>

#include
 
<QPushButton>

int
 
main
(
int
 
argc
,
 
char
 
*
argv
[])

{

    
QApplication
 
app
(
argc
,
 
argv
);

    
QPushButton
 
hello
(
"Hello, vilag!"
);

    
hello
.
resize
(
100
,
 
30
);

    
hello
.
show
();

    
return
 
app
.
exec
();

}

```

### REALbasic
```
MsgBox
 
"Hello, vilag!"

```

### RPL
Lásd még a TUI részt.
A Hewlett-Packard HP–48G és HP–49G sorozatú számológépeken.
```
<< "Hello, vilag!" MSGBOX >>

```

### SWT
```
import
 
org.eclipse.swt.widgets.*
;

public
 
class
 
Main
 
{

    
public
 
static
 
void
 
main
(
String
 
[]
 
args
)
 
{

        
Display
 
display
 
=
 
new
 
Display
();

        
Shell
 
shell
 
=
 
new
 
Shell
(
display
);

        
shell
.
open
();

        
while
 
(
!
shell
.
isDisposed
())
 
{

            
if
 
(
!
display
.
readAndDispatch
())
 
{

                
display
.
sleep
();

            
}

        
}

        
display
.
dispose
();

    
}

}

```

### Visual BasicésVBA
Ha nincs form csak egy .bas modul a Sub Main eljárás az alapértelmezett belépési pont.
```
Public
 
Sub
 
Main
()

    
MsgBox
 
"Helló, világ!"

End
 
Sub

```

Ha adtunk formot a projekthez, akkor például a Load eseményhez rendelhetjük hozzá az Msgbox függvény hívását:
```
Public
 
Sub
 
Form_Load
()

    
MsgBox
 
"Helló, világ!"

End
 
Sub

```

### Windows API(C-ben)
```
#include
 
<windows.h>

 

LRESULT
 
CALLBACK
 
WindowProcedure
(
HWND
,
 
UINT
,
 
WPARAM
,
 
LPARAM
);

 

char
 
szClassName
[]
 
=
 
"MainWnd"
;

HINSTANCE
 
hInstance
;

 

int
 
WINAPI
 
WinMain
(
HINSTANCE
 
hInst
,
 
HINSTANCE
 
hPrevInstance
,
 
LPSTR
 
lpCmdLine
,
 
int
 
nCmdShow
)

{

    
HWND
 
hwnd
;

    
MSG
 
msg
;

    
WNDCLASSEX
 
wincl
;

 

    
hInstance
 
=
 
hInst
;

  

    
wincl
.
cbSize
 
=
 
sizeof
(
WNDCLASSEX
);

    
wincl
.
cbClsExtra
 
=
 
0
;

    
wincl
.
cbWndExtra
 
=
 
0
;

    
wincl
.
style
 
=
 
0
;

    
wincl
.
hInstance
 
=
 
hInstance
;

    
wincl
.
lpszClassName
 
=
 
szClassName
;

    
wincl
.
lpszMenuName
 
=
 
NULL
;
 
// No menu

    
wincl
.
lpfnWndProc
 
=
 
WindowProcedure
;

    
wincl
.
hbrBackground
 
=
 
(
HBRUSH
)(
COLOR_WINDOW
 
+
 
1
);
 
// Ablak színe

    
wincl
.
hIcon
 
=
 
LoadIcon
(
NULL
,
 
IDI_APPLICATION
);
 
// EXE-ikon

    
wincl
.
hIconSm
 
=
 
LoadIcon
(
NULL
,
 
IDI_APPLICATION
);
 
// Kis programikon

    
wincl
.
hCursor
 
=
 
LoadCursor
(
NULL
,
 
IDC_ARROW
);
 
// Kurzor

 

    
if
 
(
!
RegisterClassEx
(
&
wincl
))

        
return
 
0
;

 

    
hwnd
 
=
 
CreateWindowEx
(
0
,
 
// Nincs kiterjesztett ablakstílus

        
szClassName
,
 
// Osztálynév

        
""
,
 
// Ablakcím

        
WS_OVERLAPPEDWINDOW
 
&
 
~
WS_MAXIMIZEBOX
,

        
CW_USEDEFAULT
,
 
CW_USEDEFAULT
,
 
// A Windows döntse el az ablak bal és felső pozícióit

        
120
,
 
50
,
 
// Ablak szélessége és magassága

        
NULL
,
 
NULL
,
 
hInstance
,
 
NULL
);

 

    
//Az ablak látható legyen a képernyőn

    
ShowWindow
(
hwnd
,
 
nCmdShow
);

  

    
//Üzenethurok futtatása

    
while
 
(
GetMessage
(
&
msg
,
 
NULL
,
 
0
,
 
0
))

    
{

        
TranslateMessage
(
&
msg
);

        
DispatchMessage
(
&
msg
);

    
}

    
return
 
msg
.
wParam
;

}

 

LRESULT
 
CALLBACK
 
WindowProcedure
(
HWND
 
hwnd
,
 
UINT
 
message
,
 
WPARAM
 
wParam
,
 
LPARAM
 
lParam
)

{

    
PAINTSTRUCT
 
ps
;

    
HDC
 
hdc
;

    
switch
 
(
message
)

    
{

    
case
 
WM_PAINT
:

        
hdc
 
=
 
BeginPaint
(
hwnd
,
 
&
ps
);

        
TextOut
(
hdc
,
 
15
,
 
3
,
 
"Helló, világ!"
,
 
13
);

        
EndPaint
(
hwnd
,
 
&
ps
);

        
break
;

    
case
 
WM_DESTROY
:

        
PostQuitMessage
(
0
);

        
break
;

    
default
:

        
return
 
DefWindowProc
(
hwnd
,
 
message
,
 
wParam
,
 
lParam
);

    
}

    
return
 
0
;

}

```

Vagy sokkal egyszerűbben:
```
#include
 
<windows.h>

int
 
WINAPI
 
WinMain
(
HINSTANCE
 
hInst
,
 
HINSTANCE
 
hPrevInstance
,
 
LPSTR
 
lpCmdLine
,
 
int
 
nCmdShow
)

{

    
MessageBox
(
NULL
,
 
"Helló, világ!"
,
 
""
,
 
MB_OK
);

    
return
 
0
;

}

```